# Република Македонија на Светском првенству у атлетици на отвореном 2017.
Македонија је учествовала на Светском првенству у атлетици на отвореном 2017. одржаном у Лондону од 4. до 13. августа дванаести пут. Репрезентацију Македоније представљала је једна атлетичарка који се такмичила у трци на 400 метара са препонама,.
На овом првенству Македонија није освојила ниједну медаљу, нити је оборен неки рекорд.

## Резултати

### Жене
| Атлетичарка  | Дисциплина    | Лични рекорд | Квалификације | Квалификације | Полуфинале            | Полуфинале            | Финале                | Финале  | Детаљи |
| Атлетичарка  | Дисциплина    | Лични рекорд | Резултат      | Место         | Резултат              | Место                 | Резултат              | Место   | Детаљи |
| ------------ | ------------- | ------------ | ------------- | ------------- | --------------------- | --------------------- | --------------------- | ------- | ------ |
| Дрита Ислами | 400 м препоне | 59,33 НР     | 1:00,38       | 8. у гр. 4    | Није се квалификовала | Није се квалификовала | Није се квалификовала | 38 / 39 |        |